# Baccio da Montelupo

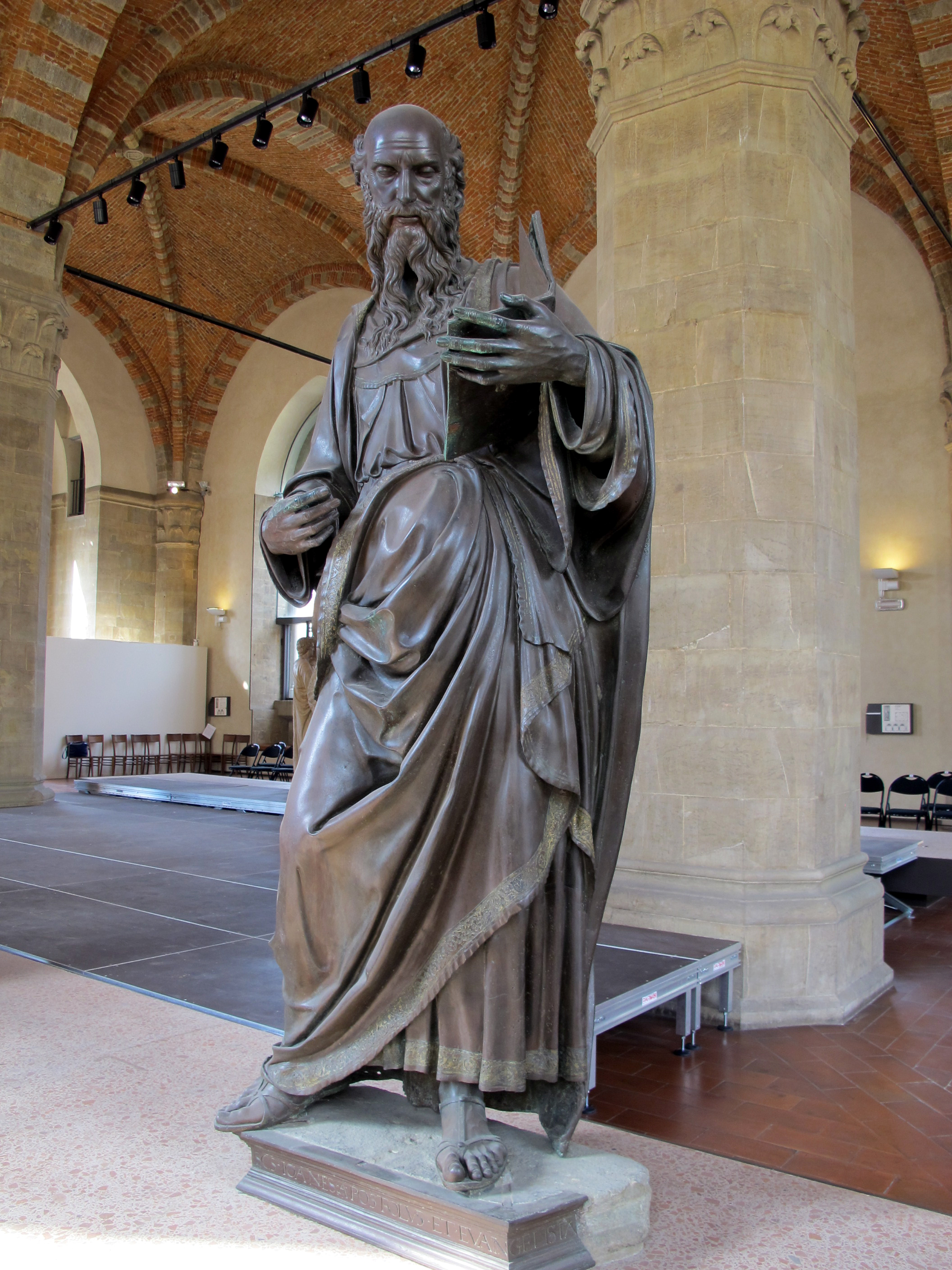
Baccio da Montelupo, Święty Jan Ewangelista, 1514, rzeźba z fasady Orsanmichele

Baccio da Montelupo, właściwie Bartolomeo di Giovanni d’Astore dei Sinibaldi (ur. w 1469 w Montelupo Fiorentino, zm. ok. 1523 w Lukce) – włoski rzeźbiarz, tworzący w okresie wczesnego odrodzenia. 

## Życiorys
Urodził się w ubogiej rodzinie z Montelupo Fiorentino, początkowo zajmował się rzeźbieniem ceramiki. W wieku osiemnastu lat przybył do Florencji, gdzie uczęszczał do szkoły artystycznej prowadzonej przez Bertolda di Giovanniego pod patronatem Wawrzyńca Wspaniałego. Podczas nauki poznał Michała Anioła, którego dzieła wywarły duży wpływ na jego twórczość. W 1492 roku szkoła została zamknięta, po czym Baccio zamieszkał u krewnych. 
W 1495 roku otrzymał zlecenie na serię terakotowych figur przedstawiających Opłakiwanie Chrystusa, przeznaczonych do bazyliki San Domenico w Bolonii. Po powrocie do Florencji wykonał serie krucyfiksów przeznaczonych dla bazyliki San Lorenzo, opactwa San Veriano w Arezzo i kościoła San Martino w Gangalandi, które przyniosły mu duże uznanie. Będąc zwolennikiem Girolama Savonaroli, po jego śmierci na stosie opuścił Florencję, wracając do Bolonii, gdzie wyrzeźbił popiersia dwunastu apostołów dla katedry w Ferrarze. W 1506 roku otrzymał od benedyktynów zlecenie na kilka drewnianych rzeźb przeznaczonych dla klasztoru San Godenzo, z których zachowała się jedynie podobizna świętego Sebastiana, zdradzająca wpływy Donatella na styl Baccia. 
W 1514 roku stworzył posąg św. Jana Ewangelisty zdobiący jedną z nisz florenckiego Orsanmichele, uważany za szczytowe osiągnięcie jego twórczości. W 1515 roku ozdobił dekoracją rzeźbiarską kościół Sant’Agostino w Colle Val d’Elsa. Pod koniec życia pracował w okolicach Lukki. Wykonał tam marmurową Pietę dla kościoła parafialnego w Segromigno (1518) oraz grobowiec biskupa Silvestra Gigliego w kościele San Michele w Foro wraz ze swoim synem Raffaellem, a także zaprojektował kościół San Paulino. 
Ostatnie lata jego życia owiane są tajemnicą. Przypuszcza się, że jego śmierć nastąpiła około 1523 roku. 